# 로마 황제
로마 황제(라틴어: Imperator Romanus 임페라토르 로마누스[*], 영어: Roman Emperor)는 아우구스투스를 시초로 하는 로마 제국의 황제를 말한다.

## 칭호
로마의 황제들은 여러 다른 칭호로 불렸는데, 주요한 것들은 다음과 같다. 

### 카이사르(Caesar)
율리우스 카이사르의 성을 아우구스투스부터 네로까지 황제가 세습한 것을 기원으로 해 "황제"라는 의미가 생겨났다. 다만 율리우스 카이사르 본인은 엄밀히 말하면 로마 황제가 아니었다. 카이사르는 독일어 카이저, 러시아어 차르의 어원이 되었다. 로마제국의 시기에는 황제를 부를 경우 카이사르라고 했다. 그리고 제위 계승자에게 제일 먼저 붙이는 이름이 바로 카이사르였다. 즉 중국 군주의 방식으로 말한다면 황태자를 칭하던 말이다.

### 아우구스투스(Augustus)
공화정 체재 복귀를 선언하며 초대 황제가 된 옥타비아누스에게 로마 원로원이 붙인 칭호로, '위엄있는, 존귀한'이라는 의미를 갖고 있다. 아우구스투스 이후 황제들의 칭호가 되었으며, 황후나 황녀들에게는 아우구스타(Augusta)라는 칭호가 붙여졌다. 그리고 이 아우구스투스라는 명칭과 카이사르라는 호칭이 결합해야만 정식으로 인정된 황제였다. 쉽게 말해서 예를 들어 아우구스투스 카이사르 클라우디우스 티베리우스'는 원로원의 정식 동의를 받은 티베리우스 황제라는 의미이다

### 임페라토르(Imperator)
원래 임페라토르는 개선장군을 의미하는 말로 아우구스투스가 B.C.27년 1월 13일 공화정 복귀선언에서 3가지의 권리를 포기하는데 삼두정치권과 안토니우스와 클레오파트라와의 결전을 앞두고 본국의 주민과 속주의 주민들에게 서약을 해둔 이탈리아 서약과 이를 확대한 세계적 합의라는 3가지 권리를 포기한다. 하지만 여기서 포기하지 않은 것 중에서 임페라토르가 있다. 이를 항상 사용할 권리를 포기하지 않았다. 이후 2대 황제인 티베리우스 황제에 의해서 계승되면서 군통수권과 최고 사령관으로서의 권리와 이를 세습할 권리를 얻었다. 이후 황제의 이름에 임페라토르는 로마군대의 최고 사령관이자 통수권자라는 의미를 가진 뜻이 되었고, 이후 중앙집권적 국가에서 황제를 칭하는 Emperor의 어원이 바로 임페라토르이다.

### 프린켑스(Princeps)
초대 황제인 아우구스투스는 군사적인 재능이 없어 병사들이 "임페라토르"라는 칭호로 인해 자신에게 반감을 드러낼 것을 염려, 원로원에서 제 1 발언권을 지닌 이의 별칭인 프린켑스를 사용했고, 이것이 후에 퍼져 시민들과 원로원 의원이 황제를 지칭하는 의미가 되었다.

## 권한
황제의 권력은 '호민관 특권'(potestas tribunicia)과 '대행 집정관 권한'(imperium proconsulare)에 의해서 만들어졌다. 호민관 특권은 황제에게 거부권(veto)를 부여하게 됐고, 이는 원로원과 민회의 결정까지도 거부할 수 있는 권한으로써, 본래 공화정 시대에는 서로에 대한 견제의 의미로써 두명의 집정관과 10명의 호민관 모두에게 주어졌던 권한이다. 또한 호민관 특권은 황제의 신체는 신성불가침으로 만들었다. 그에게 폭력을 가하거나 그의 의무 수행을 의도적으로 방해하는 자는 저주 곧 사형에 처해졌다. 이는 공화정 시대에는 호민관에게 주어졌던 특권으로, 본래 공화정 시대에는 평민들의 권리를 보호하는 호민관의 특성상 신변의 안전을 보장하는 성격이 더 강했던 특권이었다. 대행 집정관 권한(공화정 시대의 총독 역할을 맡던 대행 집정관의 권한)을 통해 황제는 로마군 통수권을 가지게 된다. 황제는 공화정 시대에는 원로원과 민회의 몫이었던 전쟁 선언, 조약 비준, 외교 협상 등의 외교권도 가졌으며, 원로원 의원 임명권 등 과거 감찰관이 맡던 여러 권한을 행사하기도 하였다. 게다가 황제는 종교 조직을 통제하였으며, 황제는 늘 최고 사제장(폰티펙스 막시무스)이며 네 가지 주요 사제단의 일원이었다.

## 같이 보기
- 동로마 황제
- 카롤루스 왕조 서로마 황제
- 신성 로마 황제